# Маркобрунова, Анна Васильевна
Анна Васильевна Маркобрунова (31 июля 1927 — 6 мая 1992) — передовик советского сельского хозяйства, доярка колхоза «Коммунар» Локнянского района Псковской области, Герой Социалистического Труда (1973).

## Биография
Родилась в 1927 году в деревне Большой Бор Локнянского района Ленинградской области (ныне Псковской области).
Получила неполное среднее образование. До 1948 года работала на восстановительном поезде, затем стала трудиться в колхозе "Коммунар" полеводом, а позже, с января 1960 года, дояркой.
Уже в первый год своей работы надоил по 2800 килограмм молока в среднем от каждой закреплённой коровы. Надои прирастали с каждым годом. В 1970 получила 3420 килограмм, в 1971 - 3845 килограмм молока. Являлась участницей выставки достижений народного хозяйства СССР в Москве. В 1972 году перешагнула четырёхтысячный рубеж по надою молока в среднем от каждой коровы. В 1973 году был достигнут рекордный максимум по надою молока - 4185 килограмм.
Указом Президиума Верховного Совета СССР от 6 сентября 1973 года за большие успехи, достигнутые во Всесоюзном социалистическом соревновании и проявленную доблесть в выполнении принятых обязательств по увеличению производства и заготовок продукции животноводства в зимний период 1972-1973 года Анне Васильевне Маркобруновой было присвоено звание Героя Социалистического Труда с вручением ордена Ленина и медали «Серп и Молот».
Делегат XXV съезда КПСС (1976).
С 1981 года находилась на пенсии.
Последние годы жизни проживала в селе Иваньково. Умерла 6 мая 1992 года. Похоронена на сельском кладбище.

## Семья
Вышла замуж за Владимира Маркобрунова, и хотя родительский кров мужа был старенький, она создавала в нём уют и порядок. Позднее семья переехала в построенный новый дом. Супруги вырастили дочь, дали ей хорошее образование.

## Награды
- золотая звезда «Серп и Молот» (06.09.1973)
- орден Ленина (06.09.1973)
- орден Трудового Красного Знамени  (08.04.1971)
- Медаль «В ознаменование 100-летия со дня рождения Владимира Ильича Ленина» (1970)
- другие медали.